# Firmissimam constantiam
Firmissimam Constantiam (em italiano La firm constanza) é uma encíclica do Papa Pio XI, promulgada em 28 de março de 1937, e dedicada à difícil situação da Igreja Católica no México. É a terceira encíclica que o Pontífice dedicou à perseguida Igreja Mexicana, depois da Iniquis Afflictisque (1926) e da Acerba Animi (1932).
A encíclica também é conhecida pelo título espanhol de Nos Es Muy Conocida.

## Conteúdo
A encíclica começa com uma exortação e reconhecimento dos numerosos fiéis católicos, leigos e sacerdotes, que continuaram a professar a fé católica apesar da perseguição:
| "É bem conhecido de Nós, Veneráveis Irmãos, e do nosso coração paterno um grande motivo de consolação, a vossa constância, a dos vossos sacerdotes, a maioria dos fiéis mexicanos, em professarem ardentemente a fé católica e em resistirem às imposições de aqueles que, ignorando a excelência divina da religião de Jesus Cristo e conhecendo-a apenas pelas calúnias de seus inimigos, iludem-se de que não podem realizar reformas para o bem do povo senão combatendo a religião da grande maioria " |

Na exortação, o pontífice convida também os sacerdotes à "colaboração efetiva dos leigos" que são "de algum modo participantes de um sacerdócio santo e real": a formação dos leigos é vista como o melhor remédio para a apostasia dos fiéis que "Tanto por respeito humano quanto por medo dos males terrenos, eles se fazem, pelo menos materialmente, participantes da descristianização de um povo [o mexicano] que deve suas mais belas glórias à religião".
As exortações à resistência dos fiéis, já contidas em encíclicas anteriores, agora se concentravam na vida religiosa doméstica e familiar, uma vez que a educação católica foi proibida publicamente e a pastoral tradicional não pôde ser garantida devido à ausência forçada dos sacerdotes.